# Club de l'honnête homme
Le Club de l'honnête homme est une ancienne maison d'édition française fondée en 1958 et qui a cessé son activité en 1997.
Cette maison d'édition dirigée par Luce Fieschi s'est spécialisée dans l'édition d'œuvres rarement éditées et d'ouvrages imprimés en édition limitée numérotée. 
Le Club de l'honnête homme a fait appel à des signatures reconnues pour la préface des différents volumes. Ainsi ː
- dans l'édition des œuvres de Flaubert, des scénarios et plans de divers romans, des notes et documents de l'auteur accompagnent des notices historiques et critiques, ainsi que des illustrations d'images contemporaines ;
- pour l'édition des œuvres de Céline, des illustrations originales de Raymond Moretti accompagnent-elles les volumes ;
- pour celle des œuvres de Robert Brasillach ont contribué ː Marcel Aymé, Jean Anouilh, Antoine Blondin, Thierry Maulnier, René Clair, Henri Massis. Des fac-similé de documents originaux (photos, billets, notes, etc) sont publiés en hors texte.

## Auteurs édités

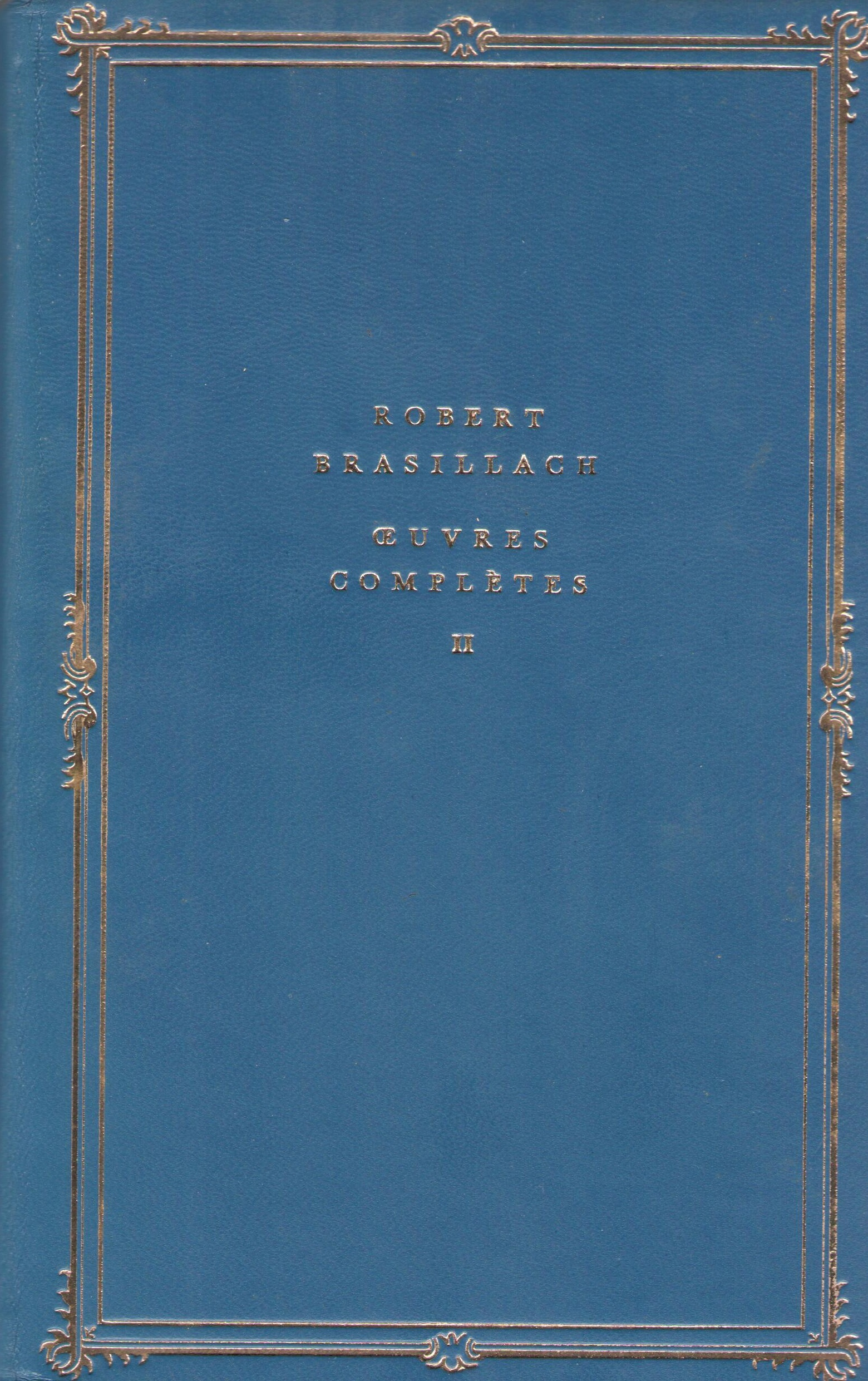
Couverture du second volume des Œuvres complètes (1963-1966) de Robert Brasillach.

- Honoré de Balzac
- Maurice Barrès
- Simone de Beauvoir
- Robert Brasillach
- Albert Camus
- Louis-Ferdinand Céline
- Colette
- Alexandre Dumas
- Paul Eluard
- Sacha Guitry
- Eugène Labiche
- Guy de Maupassant
- Marcel Pagnol
- Louis Pergaud
- Antoine de Saint-Exupéry
- Jean-Paul Sartre

## Œuvres éditées
| Auteur                                 | Titre de l'édition                                                                  | Nombre de volumes | Date      |
| -------------------------------------- | ----------------------------------------------------------------------------------- | ----------------- | --------- |
| Honoré de Balzac                       | Œuvres complètes                                                                    | 28                | 1956-1968 |
| Eugène Labiche                         | Œuvres complètes                                                                    | 8                 | 1966      |
| Maurice Barrès                         | L'Œuvre de Maurice Barrès                                                           | 20                | 1966-1969 |
| Robert Brasillach                      | Œuvres complètes,                                                                   | 12                | 1963-1966 |
| Colette                                | Œuvres complètes                                                                    | 16                | 1973      |
| Guy de Maupassant                      | Œuvres de Guy de Maupassant                                                         | 8                 | 1981      |
| Albert Camus                           | Œuvres complètes                                                                    | 9                 | 1983      |
| Louis Pergaud                          | Œuvres complètes                                                                    | 5                 | 1975      |
| Louis-Ferdinand Céline                 | Œuvres de Céline                                                                    | 9                 | 1981      |
| Marcel Pagnol                          | Œuvres complètes                                                                    | 12                | 1972      |
| Antoine de Saint-Exupéry               | Œuvres complètes                                                                    | 7                 | 1977      |
| Gustave Flaubert                       | Œuvres complètes                                                                    | 16                | 1971      |
| Alexandre Dumas                        | Œuvres d'Alexandre Dumas                                                            | 10                | 1979      |
| Paul Eluard                            | Œuvre poétique                                                                      | 6                 | 1968      |
| Sacha Guitry                           | Théâtre complet                                                                     | 12                | 1973-1975 |
| Jean-Paul Sartre et Simone de Beauvoir | Œuvres romanesques                                                                  | 10                | 1979-1981 |
| Ouvrage collectif                      | Napoléon Ier ː - Dictionnaire (2 volumes) - L'art de la guerre - Précis des guerres | 4                 | 1964-1965 |

## Distribution
Les œuvres éditées par le Club de l'Honnête étaient vendues par souscription et n'étaient pas vendues en librairie.
Bien entendu, les ouvrages neufs ne sont plus disponibles mais des libraires spécialisés ou des ventes aux enchères permettent de trouver ces œuvres , soit en collections complètes soit en volumes séparés.